# میل مغناطیسی

نمونه ای از وردش یا میل مغناطیسی که یک سوزن قطب‌نما را با میل "مثبت" (یا "رو به شرق") نسبت به شمال جغرافیایی نشان می‌دهد.N_{g} شمال جغرافیایی یا شمال حقیقی، N_{m} شمال مغناطیسی و δ میل مغناطیسی است.

مِیل مغناطیسی یا وردش مغناطیسی در هر نقطه از زمین، زاویه بین قطب مغناطیسی شمال و شمال حقیقی و در آن نقطه است؛ یعنی زاویهٔ بین سمتی که عقربهٔ قطب‌نما نشان می‌دهد، و سمت شمال جغرافیایی. محور مغناطیسی زمین با محور جغرافیایی آن (محور چرخش زمین) به‌طور کامل موازی نیست. در نتیجه خواندهٔ یک قطب‌نما تا حدودی از شمال جغرافیایی انحراف دارد. این انحراف که با مکان تغییر می‌کند، تغییرات مغناطیسی یا میل مغناطیسی نامیده می‌شود.
شمال مغناطیسی جهتی است که انتهای شمالی قطب‌نمای مغناطیسی‌شده به آن اشاره می‌کند و با جهت خطوط میدان مغناطیسی زمین مطابقت دارد. شمال حقیقی جهتی در امتداد یک نصف‌النهار به سمت قطب شمال جغرافیایی است.
طبق قرارداد، وردش یا میل مغناطیسی زمانی مثبت است که شمال مغناطیسی در شرق شمال واقعی باشد و زمانی که به سمت غرب باشد، میل مغناطیسی منفی است. خطوط هم‌انحراف خطوطی روی سطح زمین هستند که در امتداد آنها وردش یا میل مغناطیسی مقدار ثابتی دارد و خطوطی که وردش یا میل در آنها صفر است خطوط بدون‌انحراف نامیده می‌شوند. حرف کوچک یونانی δ (دلتا) اغلب به عنوان نماد وردش یا میل مغناطیسی استفاده می‌شود.
برخی از منابع مختلف میل مغناطیسی را «وردش مغناطیسی» هم می‌نامند که درست است. برخی هم به اشتباه آن را انحراف مغناطیسی گفته‌اند؛ ولی اصطلاح انحراف مغناطیسی، برای انحراف ناچیز عقربهٔ قطب‌نما در اثر عوامل محیطی (مانند وسایل آهنی و منابع الکتریکی و غیره) است و هیچ ارتباطی با زاویه میل مغناطیسی در یک محل ندارد.
وردش یا میل مغناطیسی نباید با شیب مغناطیسی اشتباه گرفته شود؛ شیب مغناطیسی زاویه‌ای است که خطوط میدان مغناطیسی زمین با ضلع رو به پایین صفحه افقی ایجاد می‌کنند.

## تغییر وردش مغناطیسی در طول زمان و مکان
میل مغناطیسی با موقعیت، زمان (سالانه و روزانه)، ناهنجاری‌های مغناطیسی محلی، ارتفاع (جزئی و قابل صرف نظر) و فعالیت‌های مغناطیسی خورشید تغییر می‌کند. میل مغناطیسی در طول خطوطی & mdash؛ که اصطلاحاً خطوط هم ارز ∗ نامیده می‌شوند &mdash؛ ثابت است. خط فرضی با میل مغناطیسی صفر درجه در حال حاضر از غرب خلیج هودسن، دریاچه سوپریور، دریاچه میشیگان و فلوریدا عبور می‌کند.

## تاریخچه

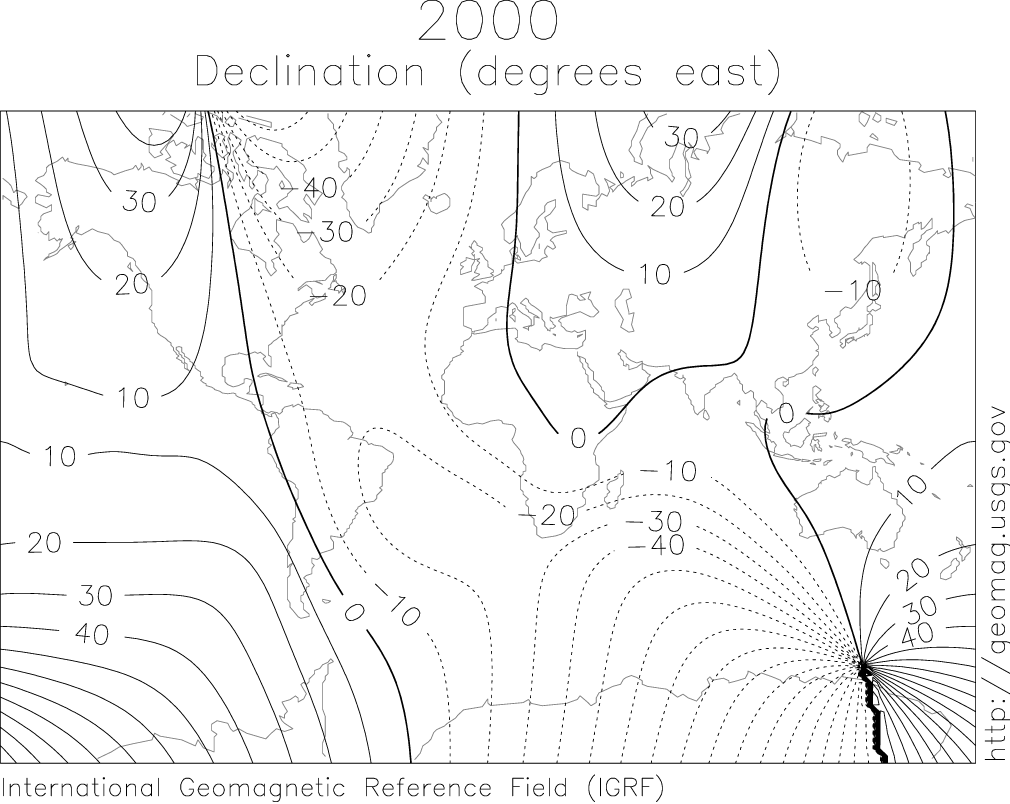
نقشه خطوط هم‌ارز میل مغناطیسی زمین در سال ۲۰۰۰

اولین بار در قرن ۱۵ میلادی ابن ماجد در حین بررسی ستاره قطبی و قطب‌نما به میل مغناطیسی پی برد.

## تعیین میل مغناطیسی

تغییر میل مغناطیسی ازسال ۱۵۹۰ تا سال ۱۹۹۰

اگر عقربه قطب‌نما شرق یا غربِ شمال واقعی را به عنوان شمال مشخص نماید، این اختلاف به ترتیب میل مغناطیسی شرقی یا غربی نامیده می‌شود. شمال مغناطیسی هم در نیمکره شمالی و هم در نیمکره جنوبی به عنوان مرجع میل مغناطیسی است. مقدار زاویهٔ انحراف بستگی با محل آزمایش دارد. برای تعیین میل مغناطیسی در یک منطقه مورد نظر می‌توان از موارد زیر استفاده کرد:
- نقشه‌های توپوگرافی چاپ شده: این نقشه‌ها با اندازه‌گیری‌های متعدد میل مغناطیسی در نقاط مختلف کرهٔ زمین تهیه می‌شوند. در برخی نقشه‌ها میل مغناطیسی منطقه به وسیله زاویه بین دو پیکان شمال مغناطیسی (MN) و شمال حقیقی (GN) نشان داده شده است.
- نمودارهای خطوط هم‌ارز چاپ شده یا موجود در وبگاه‌ها، که میل مغناطیسی را نشان می‌دهند.
- حسابگر آنلاین برای مشخص نمودن آخرین میل مغناطیسی، برای یک موقعیت مشخص (طول و عرض جغرافیایی) و زمان مشخص.

لازم است ذکر شود که در یک محل مقدار زاویهٔ میل برحسب زمان اندکی تغییر می‌کند و اندازهٔ آن در نقاط مختلف زمین متفاوت است.
در ایران میل مغناطیسی به سمت شرق است و مقدار زاویه آن در مکان‌های مختلف متفاوت است. برای نمونه در ۱۲ خردادماه سال ۱۳۸۶ میل مغناطیسی تهران &mdash؛ طبق محاسبات &mdash؛ برابر ۴ درجه و چهار دقیقه به سمت شرق بوده است، که هر سال نزدیک چهار دقیقه (کمتر از یک‌دهم درجه) به سمت شرق افزایش پیدا می‌کند.

## مثال
چنانچه به کمک عقربهٔ مغناطیسی به طرف قطب شمال یا جنوب برویم، به قطب شمال و جنوب واقعی کرهٔ زمین نمی‌رسیم. علت این است که قطب شمال و جنوب جغرافیایی و مغناطیسی کرهٔ زمین، با هم یکی نیست؛ یعنی اینکه قطب شمال مغناطیسی زمین، درست روی قطب شمال جغرافیایی زمین قرار ندارد و اگر دو قطب جغرافیایی و مغناطیسی زمین را توسط خطی فرضی به نام محور به هم وصل کنیم، بین دو محور مغناطیسی و محور جغرافیایی زمین، زاویه‌ای ساخته می‌شود که به آن، زاویهٔ میل مغناطیسی گویند.

## کاربرد
میل مغناطیسی در جهت‌یابی هواپیماها و کشتی‌ها بسیار مهم است.